# Dimitris Papadakis

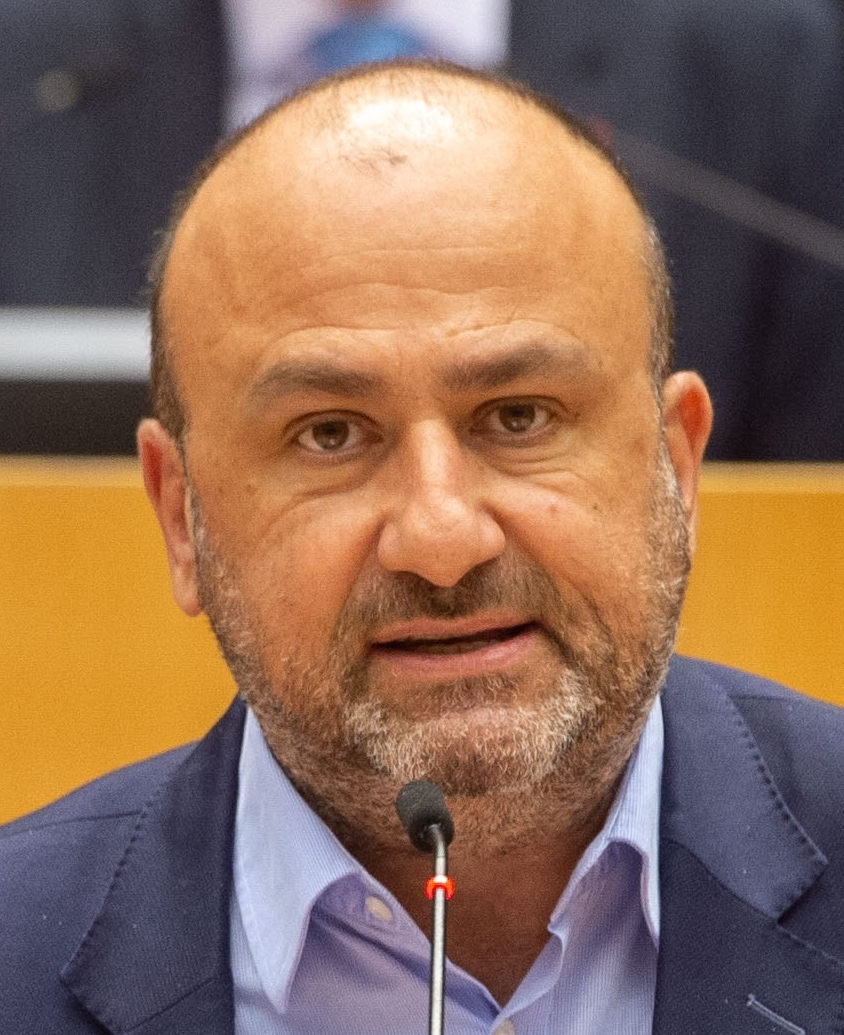
Dimitris Papadakis (2021)

Dimitris Papadakis (* 22. August 1966 in Famagusta)  ist ein griechisch-zypriotischer Politiker der Kinima Sosialdimokraton. Seit 2014 ist er Abgeordneter im Europäischen Parlament. Dort ist er Mitglied im Ausschuss für auswärtige Angelegenheiten und in  der Delegation im Ausschuss für parlamentarische Kooperation EU-Russland. Er gehört der Fraktion der Progressiven Allianz der Sozialdemokraten im Europäischen Parlament an.